# Abschnittsbefestigung Schlossberg (Aßling)
Die Abschnittsbefestigung Schlossberg ist eine abgegangene frühmittelalterliche Befestigung in 543 m ü. NHN auf dem Schlossberg, 1300 Meter westlich der Pfarrkirche St. Georg der Gemeinde Aßling im Landkreis Ebersberg in Bayern.
Von der Abschnittsbefestigung sind Wall- und Grabenreste erhalten; heute ist die Stelle als Bodendenkmal D-1-8038-0007 „Abschnittsbefestigung des frühen Mittelalters („Schlossberg“)“ vom Bayerischen Landesamt für Denkmalpflege erfasst.